# Rhodichthys
Rhodichthys es un género de peces de la familia Liparidae. Fue descrito por el zoólogo noruego Robert Collett en 1879.

## Especies
- Rhodichthys melanocephalus Andriashev y Chernova, 2011
- Rhodichthys regina Collett, 1879